# Bräkenspinn
Bräkenspinn (Herpobasidium filicinum) är en svampart som först beskrevs av Emil Rostrup, och fick sitt nu gällande namn av Lind 1908. Enligt Catalogue of Life ingår Bräkenspinn i släktet Herpobasidium,  och familjen Eocronartiaceae, men enligt Dyntaxa är tillhörigheten istället släktet Herpobasidium,  och familjen Platygloeaceae. Arten är reproducerande i Sverige. Inga underarter finns listade i Catalogue of Life.